# Hervormde kerk (Rottevalle)
De Hervormde kerk is een kerkgebouw in Rottevalle in de Nederlandse provincie Friesland. De kerk is een rijksmonument en is sinds 26 mei 2011 eigendom van Stichting Alde Fryske Tsjerken.

## Geschiedenis
De zaalkerk uit 1724 heeft een driezijdig gesloten koor en een geveltoren aan de westzijde. In de toren hangt een luidklok (1722) van klokkengieter Jan Albert de Grave. De preekstoel (1724) is gemaakt door Kornelis Meenes. Het orgel uit 1865 werd gebouwd door L. van Dam en Zonen en werd in 1924 overgebracht vanuit het Kerkje aan de Oosterkade in Leeuwarden.

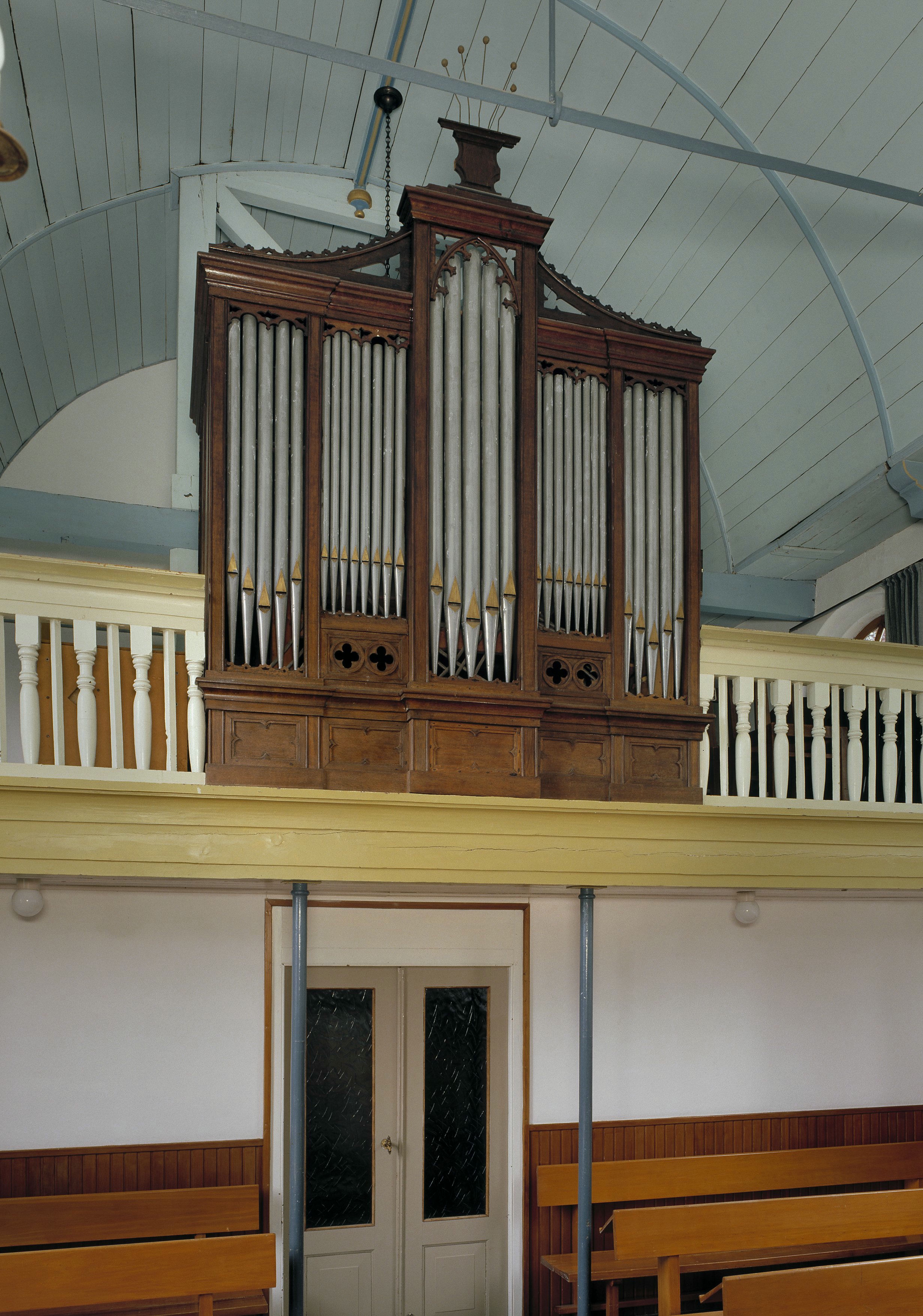
Interieur met orgel